# Stadttheater und Friedrich-Ebert-Grundschule

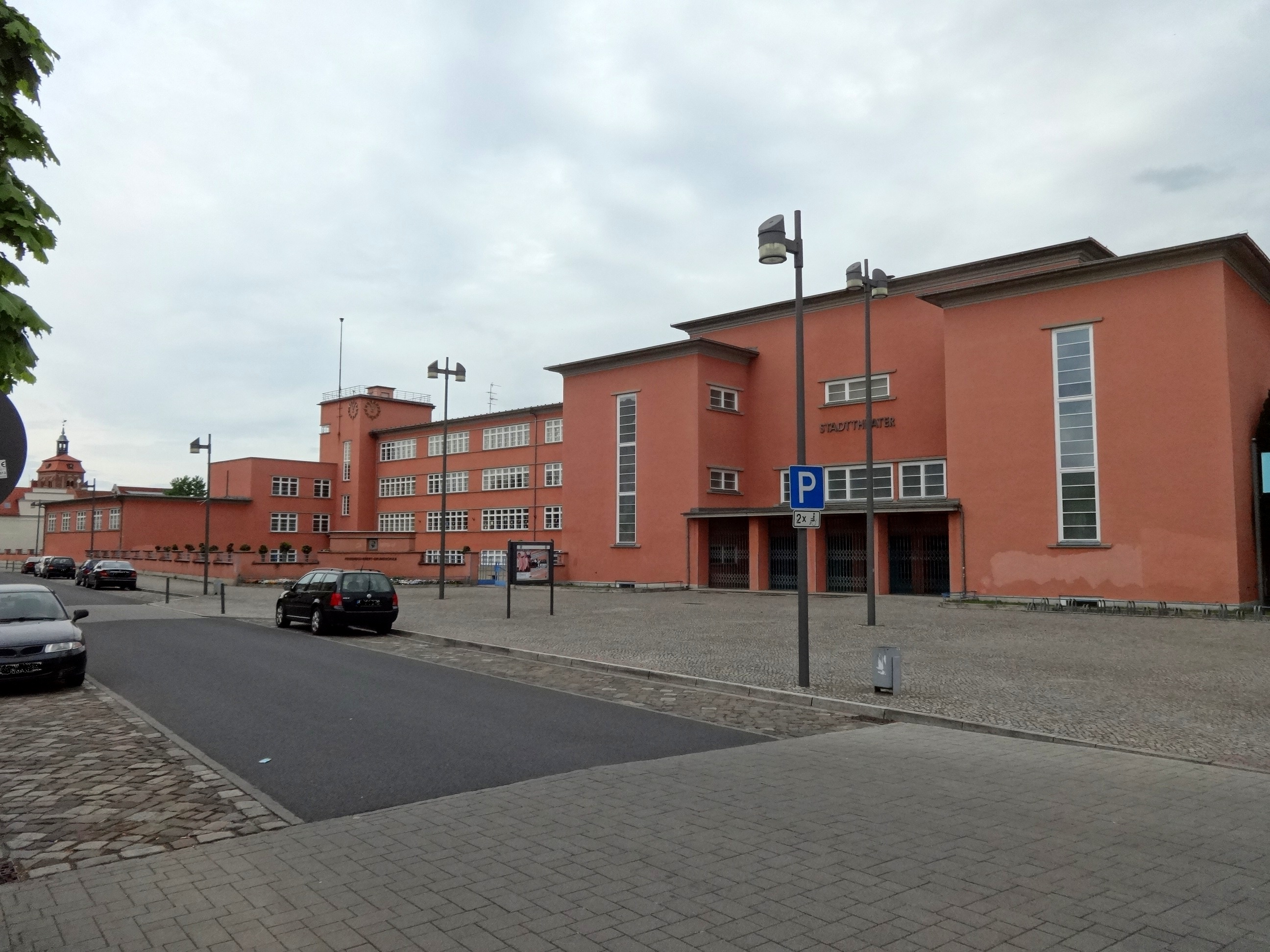
Stadttheater und Friedrich-Ebert-Grundschule

Das Ensemble Stadttheater und Friedrich-Ebert-Grundschule sind denkmalgeschützte Bauwerke des Neuen Bauens in Luckenwalde, der Kreisstadt des Landkreises Teltow-Fläming in Brandenburg.

## Geschichte
Bereits vor dem Ersten Weltkrieg erwarb die Stadt ein Grundstück mit dem Ziel, darauf eine Schule zu errichten. Der Krieg sowie die schlechte wirtschaftliche Lage verhinderten jedoch zunächst die Planungen für ein derartiges Gebäude. Nach 1918 nahmen Mitglieder der Gewerkschaften, Freidenker und der SPD die Idee wieder auf. Im Jahr 1924 schrieb die Stadt die Ideenkonkurrenz, einen Wettbewerb für den Neubau eines Schulgebäudes, aus. Dabei legten die Stadtväter großen Wert darauf, dass die Schulaula auch als Bühne genutzt werden konnte: Die Stadt hatte keine Genehmigung erhalten, eine Festhalle zu errichten. Daher sollte die Aula auch für eine Nutzung als Theater geeignet sein. Der Luckenwalder Stadtbaumeister Hans Graf (1883–1945) gewann den Wettbewerb und setzte sich damit gegen renommierte Mitbewerber wie Bruno Taut durch, dessen Entwurf vorsah, die Theaterfassade der Schule zuzuwenden. Graf errichtete im Auftrag der Stadtverordnetenversammlung gemeinsam mit dem Stadtbaumeister Rudolf Brennecke und dem Architekten Paul Backes in den Jahren 1927 bis 1930 den Gebäudekomplex bestehend aus einer Doppelvolksschule und einer erweiterten Aula. Die Schulen wurden am 7. und 8. August 1930 eingeweiht und boten ein reformpädagogisches Lehrprogramm. Die „weltliche Schule“ galt seinerzeit als Musterbeispiel freigeistiger Erziehung und Bildung. Die Eröffnung des Theaters erfolgte am 29. September 1930 mit der Operette Die Fledermaus von Johann Strauss. Zuvor fand am 15. September 1930 die erste professionelle Theateraufführung mit dem Stück Vater sein dagegen sehr von Edward Carpenter statt, Amateurdarbietungen über die örtliche Volkshochschule sogar schon im Vorfeld. Im Jahr 1930 verzeichnete die Stadt rund 125 Vorstellungen. 
1933 nannte die Stadt die Schule in Hindenburg-Schule um und beendete die neue Form des Lehrens. Der Gründungsdirektor Erwin Münchow wurde entlassen und später in die Konzentrationslager Oranienburg, Börgermoor und Lichtenburg deportiert. Von 1937 bis 1944 bestand ein eigenes Ensemble am Haus, das I. Landestheater der Mark Brandenburg GmbH, die wiederum aus der einige Jahre zuvor gegründeten Märkischen Bühne um den Leiter H. Glahn hervorging. Neben der Ensemblearbeit sind des Weiteren Einzelgastspiele namhafter Künstler der Zeit, wie Herbert Ernst Groh, Hans Mahlke, Ludwig Mayr, Wilhelm Mewes oder Albert Peters übermittelt. Das genannte Ensemble musste einer Rüstungsfirma weichen, die ab Juni 1944 das Gebäude zweckentfremdete und unter anderem auch den im 21. Jahrhundert noch erhaltenen Salzgitter-Bunker auf dem Schulhof errichten ließ. Die letzte offizielle Theater-Veranstaltung fand nach der überlieferten Sammlung des damaligen Stadtbaumeisters Hans Graf Ende Oktober 1944 statt. 
Nach dem Ende des Zweiten Weltkrieges nutzte die Rote Armee das Gebäude von 1945 bis 1952 als Offizierskasino. Erste Veranstaltungen des Stadttheater fanden im Herbst 1946 im Ausweichquartier Kino Alhambra in Luckenwalde, auch ein Backes-Bau, statt. Relativ neu ist ebenso der Wissensstand, dass nachweislich ab 1947, einzelne kulturelle Veranstaltungen im Gebäude durchgeführt worden sind, wo auch die deutsche Bevölkerung bereits zugelassen war. Die Eintrittskarte hieß dann zeitgemäß Bilet, so Unterlagen im Heimatmuseum der Stadt Luckenwalde. Nach Auszug des sowjetischen Militärs konnte die Stadt den Schulbetrieb wieder aufnehmen. Das Gebäude wurde in Ernst-Thälmann-Oberschule umbenannt; das Theater als Gastspielhaus und langwierig als Spielstätte des Laien-Theaters Luckenwalde genutzt. Wesentlich später setzte sich nach dem langzeitig genutzten Schriftzug Stadt-Theater der Markenbegriff Stadttheater Luckenwalde durch. Nach der Wende benannte die Stadt die Schule wieder in Friedrich-Ebert-Grundschule um und sanierte es in den Jahren 1993 bis 1997.
Für das Stadttheater aber entwickelte bereits im Frühjahr 1989 der damalige neue Leiter, der Künstler Rolf Danzmann (1938–2019), tiefer gehende Grundgedanken zur Modernisierung der Lichttechnik und der Bühne. Der bis dato immer geöffnete Orchestergraben wurde mit einer mobilfähigen Abdeckung versehen. Somit waren künstlerisch ganz andere Möglichkeiten gegeben und eine besonders gewollte Nähe zum Publikum. Zugleich wurde eine neue enorm wichtige Lichtbrücke im Saal installiert, welche als zentrale Lichteinheit vom Betreiber stufenweise jedes dritte Jahr nachgerüstet wird.
Im Jahr 2013 unterrichten 23 Lehrkräfte rund 370 Schüler. In den 3., 4. und 5. Klassen erfolgt ein Unterricht, an dem Schüler mit und ohne sonderpädagogischem Förderbedarf gemeinsam teilnehmen. Im Theater fanden in den Jahren 1991 bis 1998 umfangreiche Sanierungsmaßnahmen statt, wobei der Spielbetrieb des Hauses seit 1994 wieder fast durchweg gestaltet werden konnte. Zwischendurch wurden Ausweichquartiere in der Innenstadt genutzt.
Nachfolgend investierte die Stadt Luckenwalde seit 2005 wieder weitere nennenswerte Finanzmittel, um die sich in der gesamten Theaterszene stetig weiter entwickelnde Bühnen- und Lichttechnik den aktuellen Anforderungen anzupassen. In manchen Sektoren fanden bereits über zwei Technikgenerationen hinweg Umrüstungen statt. In Abstimmung mit dem Denkmalschutz wurden so auch vier Handkonterzüge in Maschinenzüge umgerüstet.
Gestalterisch begleitend brachte ab Mitte der 1990er Jahre der freischaffende Luckenwalder Künstler und Designer Manfred Stenzel mehrfach neue Elemente in und um das Stadttheater mit ein, in der Formsprache der Moderne. Von einer großen Metallplastik Rad in rot, hier mit den Grundformen der Architektur des Neuen Bauens (Kreis, Quadrat, Dreieck) bis zu einer bronzenen Schriftplatte „Schule/Theater“ auf dem Theatervorplatz gehen seine Arbeiten in Bindung zum gesamten Gebäudekomplex. Am nachhaltigsten wirkt aber wohl bis heute die Schaffung des jetzigen Theaterlogo als Grundform für das Marketing des Stadttheater.
Das Stadttheater Luckenwalde ist der in Deutschland einzige Theaterbau der mit einer Schule benachbart steht und wo der Saal Fenster aufweist. Dies ist ein Alleinstellungsvermerk, wenn natürlich durch die Bauhistorie vorgegeben. Tatsächlich lassen sich keine Vergleichsbauten in dieser Kombination in Deutschland finden, vgl. Manfred F. Fischer, in Historische Theaterbauten, 1991 bis 1994, Ein Katalog, Teil 2, Östliche Bundesländer, 1994. Im selben Jahr trat auch die Stadt Luckenwalde als Träger des Stadttheater in den großen Gastspielhausfachverband INTHEGA ein und wirkt aktiv bei der dort ansässigen Landesgruppe Ost, für die neuen Bundesländer, mit.
2020 wurde die Friedrich-Ebert-Schule barrierefrei umgestaltet, mit Fahrstuhl und Rampen, bis hin zu Akustikdecken. Im Theatertrakt ist das größtenteils schon während der Sanierungen Ende der 1990er Jahre umgesetzt worden.

## Architektur

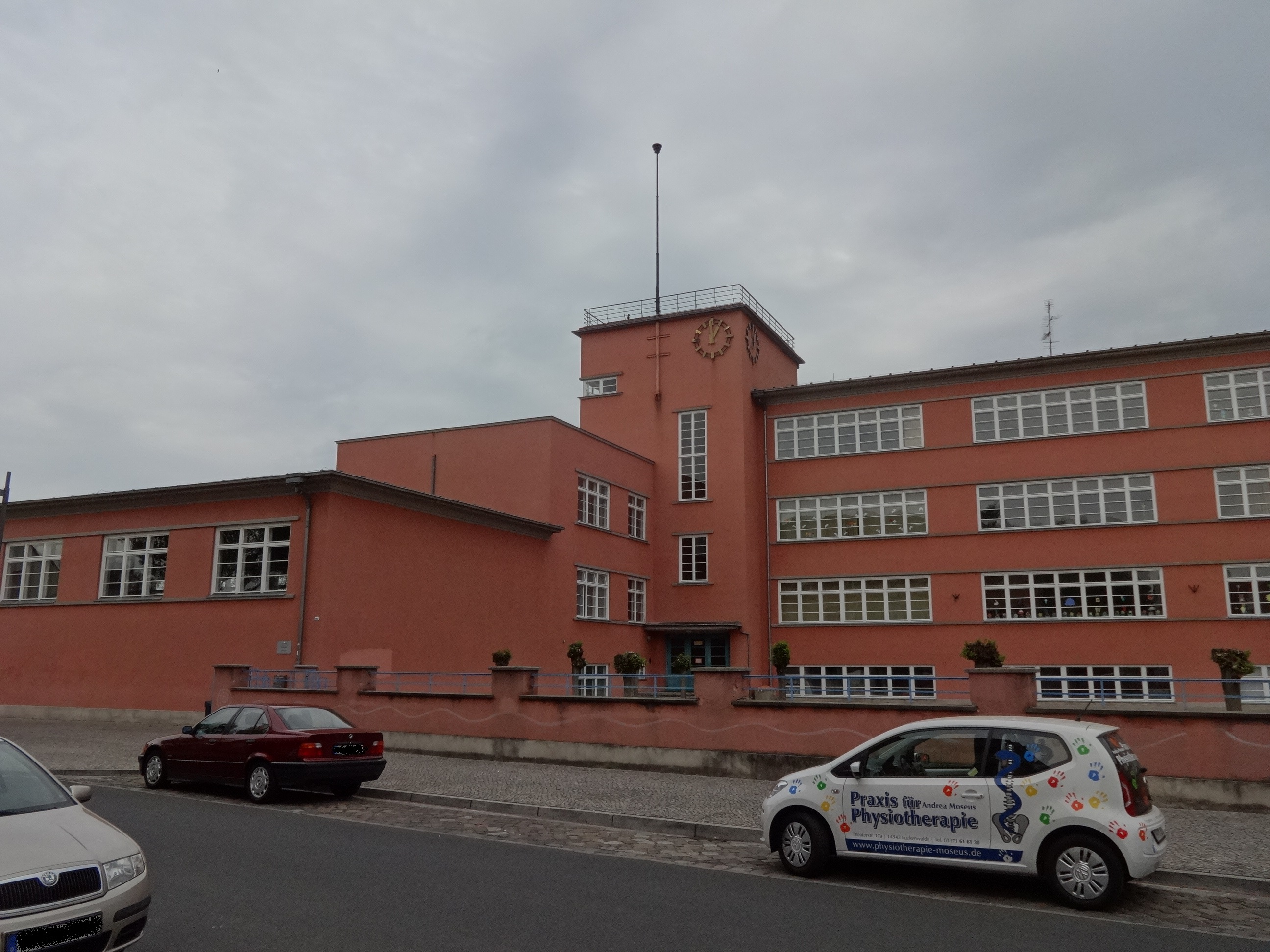
Astronomieturm der Schule

Der Entwurf war seinerzeit nicht unumstritten, denn Graf vermengte eine moderne Formensprache mit der Architektur der frühen 1920er Jahre. Der rötlich verputzte Baukomplex mit einer kubischen Gliederung ist mit Flachdächern ausgestattet. Im Kontrast dazu stehen die hellblauen Metallgeländer, die das Grundstück in Richtung Straße abgrenzen. Das Schulgebäude umfasst vier Geschosse und wird seitlich von der Turnhalle mit Zeichenterrasse und einem Astronomieturm begrenzt. Die Fensterbänder sind mit durchgehenden Gesimsen aus grauem Werkstein ausgestattet, was den lagernden Charakter des Gebäudes betont. Das mit expressionistischen Formen dekorierte Theater bietet heute 726 Sitzplätze, nach dem zweimal die Bestuhlung gewechselt wurde und die Originalkapazität einst 866 Sitzplätze umfasste. In einem Theaterkeller sind weitere 60 Sitzplätze sowie ein Restaurant untergebracht. Die Hauptbühne wird auch als so genannte Studiobühne in mehreren Formvarianten genutzt.

### Archivalien
- Stadt Luckenwalde, Unterlagen im Amt Wirtschaftsförderung, Kultur und Tourismus / und Sammlung Hans Graf (Stadtbaumeister)
- Stadt Luckenwalde, Unterlagen im Amt Wirtschaftsförderung, Kultur und Tourismus / und Sammlung Wolfgang Merten